# 八一勲章 (1955年)
八一勲章（中国語: 八一勋章）は、中華人民共和国の勲章。第一次国共内戦（1927年8月1日 - 1937年7月6日）で紅軍に参加した者が対象となる。

## 歴史
1955年2月12日、第一期全国人民代表大会常務委員会第七次会において授与基準が定められた。この時作成された勲章・奨章の図案は、1960年に中国人民革命軍事博物館の収蔵品となっている。
1955年9月23日の第二十二次会では、131人に一級八一勲章が授与されることになり、27日に授与された。
1957年6月17日の第七十四次会では一級47人、二級1467人、三級5339人の受勲者が決定された。

## 形状
いずれの等級も赤い外縁部を持つ金の円の中央に、金で「八一」の文字を配した赤い星（中国人民解放軍軍章）が位置し、八一勲章は円の周囲に五角形の台座と各辺に装飾を加えた形状、八一奨章は円形のメダルと飾綬の組み合わせとなる。
一級は台座全体が金色、二級は装飾部分が銀色、三級は台座全体が銀色となる。略章は縦10mm、横25mmの大きさで赤地に一級は1本、二級は2本、三級は3本の黄の縦線が組み合わされている。材質は、一級が金を銀に被せたもの、二級・三級は銀主体の合金、奨章は銅に金メッキを施したものである。

## 等級
| 等級 | 略章 | 対象 |
| ---- | ---- | --- |
| 一級 | 一級 | 師団以上の幹部 |
| 二級 | 二級 | 連隊・大隊の幹部 |
| 三級 | 三級 | 中隊以下の人員 第一方面軍：1935年10月20日までに参加した者 第二方面軍・第四方面軍：1936年9月30日までに参加した者 陝北紅軍・第二十五軍：1935年9月30日までに参加した者 東北抗日聯軍・その他：1937年7月6日までに参加した者 |

下位に位置づけられる八一奨章は、1937年7月6日以前に紅軍に参加した者で、三級までの対象外となる者が対象とされた。
三級勲章の受勲条件に定められた日付の多くは長征に関連している。1935年10月20日は、紅軍第一方面軍（中央紅軍）が長征の完了を宣言する2日前。1936年9月30日は、第四方面軍が黄河の渡河を断念し、第一方面軍と合流すべく北上を始めた1936年9月の末日。この後、第四方面軍と後に続く第二方面軍は、張学良率いる東北軍との密約により大きな戦闘もなく第一方面軍との合流を果たした。
1935年9月30日は、第二十五軍など陝北地域の部隊が合流し、第十五軍団を形成した同年9月18日の月末。1937年7月6日は盧溝橋事件の前日で、これ以降の功績は抗日戦争（日中戦争）の戦功となり独立自由勲章が与えられる。
ただし「長征」と呼ばれているが、もとは国共内戦のなかで江西省瑞金を中心とする共産党の支配地域へ国民党軍が行った包囲攻撃（「囲剿」）から、1934年10月に脱出を開始したのが始まりである。脱出後に中国各地を迷走した紅軍はその兵力を大きく消耗しており、長征開始時に17万9000人ほどだった紅軍は合流時点で6万人程度にまでその数を減らしていた（人数はいずれも共産党の主張）。したがって三級勲章については「この日付までに参加した」とともに「この日付まで紅軍に従った」者への授勲という性格がある。